# Lisbeth Gombrich
Lisbeth Gombrich (* 12. März 1907 in Wien, Österreich-Ungarn; † 12. Dezember 1994 in Oxford, Vereinigtes Königreich) war eine österreichisch-britische Juristin, Schriftstellerin und Übersetzerin, die vor allem in den 1940er Jahren als Kinderbuchautorin deutsche Sagen und Märchen in die englische Sprache übersetzte. Davor und auch danach übersetzte sie auch diverse deutschsprachige wissenschaftliche Werke zur Kunstgeschichte oder zur Biologie ins Englische.
Ihre ältere Schwester war die Violinistin Anna Forsdyke (1905–1994); ihr jüngerer Bruder war der Kunsthistoriker Ernst Gombrich (1909–2001).

## Leben
Lisbeth Gombrich wurde am 12. März 1907 als Tochter des Rechtsanwalts und Professors Karl B. Gombrich (1874–1950) und dessen Ehefrau, der Pianistin und Professorin Leonie Gombrich (geborene Hock; 1873–1968), in Wien geboren. Neben ihrer älteren Schwester Anna Forsdyke (1905–1994), einer Violinistin, hatte sie mit dem späteren Kunsthistoriker Ernst Gombrich (1909–2001) auch noch einen jüngeren Bruder. Sie wuchs in Wien auf und verbrachte nach dem Ersten Weltkrieg zusammen mit ihrem jüngeren Bruder neun Monate als Pflegekind eines Sargmachers in Schweden. In der Heimat besuchte sie ein humanistisches Gymnasium, ehe sie an der Universität Wien ein Studium der Rechtswissenschaft begann. Am 24. Jänner 1930 erfolgte ihre Promotion zum Doktor der Rechte.
Wie die meisten Frauen, die der ersten Generation von Rechtsanwältinnen in Österreich angehörten, war auch Gombrich die Tochter eines Rechtsanwaltes, bei dem sie in weiterer Folge nach der Absolvierung ihres Studiums im Jahre 1931 als Rechtsanwaltsanwärterin zu arbeiten begann. Zu diesem Zeitpunkt verfügte sie bereits über Berufserfahrung im kaufmännischen Bereich und gab nebenbei Englischunterricht. Des Weiteren bot sie bereits in den frühen 1930er Jahren über das Frauenaktionskomitee im ersten Wiener Gemeindebezirk Rechtsauskünfte für Frauen an. Am 18. Juli 1934 erfolgte Gombrichs Eintragung in die Verteidigerliste, wo sie jedoch nicht allzu lange eingetragen war. Mit Bescheid des Bundesministerium für Justiz mit Wirksamkeit vom 9. Juni 1936 wurde sie – ohne Angabe von Gründen – aus der Liste gestrichen und ab 16. November 1936 wieder als Rechtsanwaltsanwärterin in der Kanzlei ihres Vaters tätig. Nur kurze Zeit später erfolgte mit 3. Februar 1937 ihre abermalige Eintragung in die Verteidigerliste, ehe sie am 7. Dezember 1937 auch in die Rechtsanwaltsliste der Kammer für Wien, Niederösterreich und Burgenland aufgenommen wurde. Ihren Beruf übte sie in der Kanzlei ihres Vaters an der Adresse Mölker Bastei Nr. 3, einem Nebenhaus des Palais Ephrussi, im ersten Wiener Gemeindebezirk Innere Stadt aus.
Obwohl sie dem evangelischen Religionsbekenntnis A. B. angehörte, galt sie jedoch aufgrund der Nürnberger Gesetze als Jüdin und wurde daher, nach dem Anschluss Österreichs, mit Ende des Jahres 1938 aufgrund des Reichsbürgergesetzes aus der Rechtsanwaltsliste gelöscht. Um weiteren Aktionen seitens der Nationalsozialisten zu entgehen, emigrierte sie ins Vereinigte Königreich, wo sie jedoch, aufgrund der komplett unterschiedlichen Rechtssysteme, ihren Beruf nicht mehr ausüben konnte. Bereits in jungen Jahren von der englischen Sprache begeistert, begann Gombrich mit der Übersetzung wissenschaftlicher Werke vom Deutschen ins Englische. Hierunter fielen insbesondere Werke aus den Bereichen Biologie und Kunstgeschichte, darunter auch einige Werke ihres jüngeren Bruders. Zu den Künstlern, mit den sie sich beschäftigte, zählen unter anderem Marc Chagall, Edvard Munch oder Pablo Picasso. In den 1940er Jahren übersetzte sie als Kinderbuchautorin deutsche Sagen und Märchen in die englische Sprache, wobei Publikationen wie The Story of Hansel and Grethel (1943), The Story of Aladdin and His Wonderful Lamp (1945), The Story of the Seven Ravens (1945) oder The Amazing Pranks of Master Till Eugenspiegel (1948; zusammen mit Clara Hemsted) entstanden. Bis zu ihrem Tod veröffentlichte sie Werke zur Kunstgeschichte, wobei eine ihrer letzten Publikationen die Übersetzung eines Werkes ihres Bruders mit dem Titel Kunst und Kritik aus dem Jahre 1993 war.
Am 12. Dezember 1994 starb Gombrich im Alter von 87 Jahren in Oxford.

## Übersetzungen (Auswahl)

### Kinder- und Jugendliteratur
- 1943: The Story of Hansel and Grethel
- 1945: The Story of Aladdin and His Wonderful Lamp
- 1945: The Story of the Seven Ravens
- 1948: The Amazing Pranks of Master Till Eugenspiegel (zusammen mit Clara Hemsted)

### Weitere Übersetzungen
- 1967: Gombrich, Ernst H.: Kunst und Illusion.
- 1976: von Frisch, Karl: Animal Architecture.
- 1980: Timm, Werner: Käthe Kollwitz (1867–1945).
- 1983: Gombrich, Ernst H.: Die Krise der Kulturgeschichte. Gedanken zum Wertproblem in den Geisteswissenschaften.
- 1984: Tinbergen, Niko, Tinbergen, Elisabeth A.: Autismus bei Kindern. Fortschritte im Verständnis und neue Heilbehandlungen lassen hoffen.
- 1984: Gombrich, Ernst H.: Bild und Auge. Neue Studien zur Psychologie.
- 1985: Gombrich, Ernst H.: Die Kunst der Renaissance.
- 1986: Gombrich, Ernst H.: Das symbolische Bild.
- 1988: Gombrich, Ernst H.: Neues über alte Meister.
- 1993: Gombrich, Ernst H.: Kunst und Kritik.